# Aussegnungshalle (Gauting)
Die Aussegnungshalle, das Totenhaus und der Glockenturm des Waldfriedhofs Gauting wurden 1965 nach Plänen der Münchner Architekten Alexander von Branca und dessen Mitarbeiter Erhard Fischer errichtet. Das moderne Ensemble ist unter der Aktennummer D-1-88-120-82 in der Denkmalliste Bayern eingetragen.

## Lage
Das Gebäudeensemble befindet sich am östlichen Rand der Stadt Gauting auf Höhe der Planegger Straße 46.

## Geschichte
Die Bauzeit war zwischen 1964 und 1965.
Aussegnungshalle, Totenhaus und Glockenturm stehen unter Denkmalschutz und sind im Denkmalatlas des Bayerischen Landesamtes für Denkmalpflege und in der Liste der Baudenkmäler in Gauting eingetragen.

## Architektur
Aussegnungshalle und Totenhaus sind in erdgeschossiger Bauweise erstellt und betonen die Horizontale. Die Feierhalle hebt sich durch sein Pultdach hervor. Der Vorhof wird durch einen offenen Turm eingerahmt.